# Kopfweide Weißensee
Die Kopfweide Weißensee ist mit einem Alter von 140 bis 200 Jahren die älteste Kopfweide in Deutschland. Die Silberweide hat kurz über der Erde eine Taille von 6,98 Metern und einen Umfang von 7,80 Metern. Der Baum steht nahe Nausiß am Helbegraben etwa 2 km nordwestlich von Weißensee. In dem Gebiet der Sächsischen und der Schwarzburger Helbe, an der Lache und den zahlreichen Gräben stehen noch heute ca. 5000 Kopfweiden. Kopfweiden werden dort seit über 600 Jahren gepflanzt und genutzt, seit dort Mönche und Bauern das künstliche Helbe-Wassersystem anlegten.

## Einzelnachweis
1. ↑  Bärbel Albold: Landschaftspfleger retten Kopfweiden bei Weißensee (Memento des Originals vom 15. Februar 2016 im Internet Archive)  Info: Der Archivlink wurde automatisch eingesetzt und noch nicht geprüft. Bitte prüfe Original- und Archivlink gemäß Anleitung und entferne dann diesen Hinweis., in der Thüringer Allgemeinen vom 21. Februar 2010; abgerufen am 14. Februar 2010

Koordinaten: 51° 13′ 13,6″ N, 11° 2′ 27,1″ O